# Piscines Bernat Picornell
|  | No s'ha de confondre amb Piscina Municipal de Montjuïc. |

Les Piscines Bernat Picornell, sovint anomenades Piscines Picornell, són una instal·lació esportiva situada a l'Anella Olímpica de Montjuïc de Barcelona. Consisteixen en tres piscines, una interior i altra exterior, ambdues de 50 m i una de salts. Són gestionades des de 2002 per l'empresa Aigua, Esports i Salut. El nom és un homenatge a Bernat Picornell i Richier, gran nedador català i fundador de la Real Federació Espanyola de Natació. Actualment les piscines són d'ús públic i estan en funcionament tot l'any. S'ofereixen cursos de natació, natació sincronitzada i waterpolo, així com diversos programes aquàtics de salut. A més en les seves instal·lacions es compta amb un ampli gimnàs i una zona de saunes. I tenen a més un horari reservat per l'ús d'usuaris nudistes, on poden accedir a les instal·lacions i gaudir d'un espai interior de bany durant tot l'any.
Van ser inaugurades el 1970 amb motiu del XII Campionat Europeu de Natació (1972), sota disseny dels arquitectes Antoni Lozoya i Joan Ricard, incloent tres piscines exteriors, una d'entrenament, una de competició i la tercera de salts. El 1990 s'iniciaren les obres de remodelació total de les piscines sota el projecte dels arquitectes Franc Fernández i Moisés Gallego per acollir les competicions de natació, natació sincronitzada, la fase final del torneig de waterpolo i el pentatló modern (natació) dels XXV Jocs Olímpics. Una de les modificacions més importants va ser cobrir la piscina d'entrenament per a poder ser climatitzada i utilitzada també a l'hivern. Sobre la piscina de salts es va instal·lar provisionalment una plataforma amb seients per al públic, ampliant així la capacitat a més de 10.000 espectadors. La piscina de competicions exterior, amb capacitat per a 3.000 espectadors, ha vist nombrosos campionats espanyols i catalans de natació. Entre les trobades internacionals més importants hi ha la celebració de les proves de natació sincronitzada en el Campionat Mundial de Natació de 2003 i al Campionat Mundial de Natació de 2013.